# Sasaki Kojirō

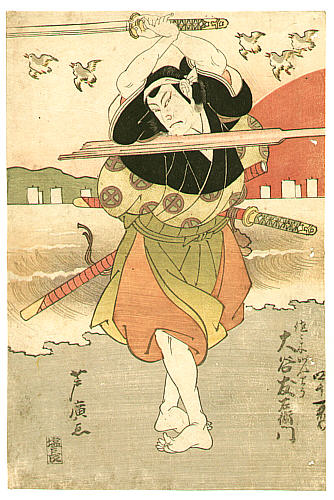
Sasaki Kojirõ preparando, o "Tsubame Gaeshi", sendo atingido pela bokken de Musashi.

Sasaki Kojirō (佐々木 小次郎, também conhecido como Ganryū Kojirō) (Fukui, 1584 ? – Ganryūjima, 13 de abril de 1612 ?), Não se sabe exatamente o ano em que Kojiro nasceu ou morreu, com muitos Historiadores colocando anos de nascimento 1583, 1586, 1587 e 1589, e de morte 1612, 1614 ou 1619, mas o que se sabe com certeza eo seu local de Nascimento na Cidade de Fukui, pouco se sabe sobre sua infância, a não ser lendas ou contos populares sem bases historicas, adotou o seu segundo nome como um nome de guerra (Ganryū - 巌流 ), e era o mesmo nome da escola de kenjutsu que ele havia fundado. É dito que Kojirō foi um dos mais famosos e habilidosos espadachins de sua época e que estudara o estilo de espada Chūjō-ryu através de seu mestre Kanemaki Jisai ou Toda Seigen. Toda Seigen foi o mestre da kodachi. Se Kojirō realmente aprendeu a técnica de Seigen, ele teria sido seu "parceiro" e mestre. Devido a kodachi que seu mestre usava, Kojirō  usava nodachi ou também chamada, erroneamente, de katana longa na qual ele ganhou excelência. Foi depois de vencer o irmão mais novo de seu mestre que ele fundou Ganryū. Os primeiros registros confiáveis de sua vida afirmam que, em 1610, devido à fama da sua escola e seu sucesso somado a várias vitórias de diversos duelos (incluindo uma vez, quando ele lutou com três adversários com uma tessen), Kojirō foi homenageado pelo senhor feudal Hosokawa Tadaoki como o principal comandante das armas do feudo ao norte de Kyūshū. Sasaki mais tarde se aperfeiçoou nas habilidades com nōdachi, e utilizava uma que ele chamava de "A Varal" como sua arma principal, à qual ele carregava às costas para seu adestramento no caminho da espada. Sasaki Kojirō ainda desenvolveu um estilo próprio, o estilo Tsubame Gaeshi (Rasante da Andorinha), diz-se que seu estilo era capaz de "cortar" uma andorinha em pleno voo.

## O duelo
Kojirō Sasaki foi morto ao duelar na ilha de Ganryūjima contra outro samurai:  simplesmente o ronin mais famoso da história do Japão, Musashi Miyamoto, que considerou Kojirō o seu maior rival. Musashi sabia que Kojirō só poderia ser superado por um método que não se baseasse exclusivamente nas habilidades com a espada. Conta a história, baseada nas próprias narrativas de Musashi, que este, entendendo que superar o estilo de Sasaki Kojirō seria muito difícil e arriscado, por causa da distância que a nodachi alcançava, e já tendo ele muita velocidade e força no seu estilo, e também, conhecendo o orgulho e tradicionalismo dele, se valeu de alguns truques psicológicos para desestabilizá-lo emocionalmente. Musashi costumava dizer que um samurai enfurecido já estava a meio caminho da derrota, e este duelo provaria sua tese. Propositalmente se atrasou mais de 2 horas da hora marcada para chegar no local do duelo enquanto esculpia em um remo uma bokken (espada de madeira), um pouco maior que a nodachi de Kojirō. Este, por sua vez, o observava da praia enquanto fazia isso, irritando-se cada vez mais à medida que o tempo passava e Musashi, intencionalmente, não lhe dava a menor atenção. Ao desembarcar na praia, estava usando vestes surradas e tinha os cabelos visivelmente desgrenhados, com a bokken recém esculpida em uma mão e um cobertor na outra. Kojirō tomou isso como mais um insulto pois, na cultura samurai, apresentar-se desalinhado para um duelo significa completa desconsideração pelo adversário, ainda mais sem portar a espada, usando a bokken de madeira em vez da mesma. Esse instrumento era algo de que apenas os aprendizes se valiam, não os samurais de alta reputação e nem sequer a maioria dos ronin. Musashi, assim, insinuava que não considerava Kojirō um verdadeiro samurai, não sendo, portanto, digno de consideração suficiente para fazê-lo desembainhar a sua espada. Além disso, Musashi também havia planejado descer na praia exatamente na direção oposta à do sol e esperou Kojirō correr para cima dele pela areia. Assim, segundo planejara, Kojirō, além de ter a visão ofuscada, também se cansaria mais rapidamente e teria mais dificuldade para se equilibrar, por causa do terreno irregular. Para a infelicidade de Kojirō, este caiu no jogo psicológico de Musashi, e, irritadíssimo com o menosprezo com que o adversário lhe demonstrava, correu exasperado em sua direção. Alguns historiadores afirmam que antes disso Kojirō proferiu vários e pesados insultos contra Musashi logo que este desceu do barco, aos quais seu rival teria respondido apenas com um sorriso irônico, o que teria terminado de enfurecê-lo. Kojirō, descontrolado pelas provocações do adversário, correu diretamente na direção de Musashi e jogou a bainha da sua espada no chão. Neste momento Musashi disse a ele, "Acabou de perder a luta!", pois em sua filosofia dizia que, quem jogava a bainha da espada no chão, não estava disposto a colocá-la de volta (obviamente, em um duelo entre samurais, a lâmina só não volta para a bainha quando o combatente morre).A luta real durou apenas o lance do seu momento decisivo, embora Musashi tenha escrito que a luta começou no momento em que meditava e esculpia sua espada no barco e durou até aquele momento: quando Kojirō se aproximou dele após correr pela areia, Musashi saltou, já estando na direção do sol, ficou entre ele e os olhos de Kojirō, assim atrapalhando sua visão por causa da luz, Kojirō utilizou seu golpe supremo do "voo rasante da andorinha" mas não conseguiu acertar Musashi em cheio, somente cortando uma tira de pano que estava amarrada em sua testa e causando-lhe apenas um leve arranhão. Porém, nesse mesmo tempo, no meio do salto, Musashi acertou-lhe com a bokken, bem na parte mais alta de sua testa, próximo à linha dos cabelos, o que fez com que Kojirō caísse tonto e com sangue já descendo abundantemente por seu rosto, o que indicava que tivera o crânio fraturado pelo golpe. Alguns dizem que, mesmo assim, já mortalmente ferido, ao cair no chão, Kojirō ainda tentou acertar as pernas de Musashi com sua espada. Porém, Musashi evitou o golpe com outro salto e ainda o atingiu novamente nas costelas, e este teria sido, então, o golpe fatal. Após isso, Musashi jogou a bokken para o alto e soltou um grito profundo, o povo disse ao ver isso que o espírito de Kojirō ainda estava lutando contra Musashi e ele teve que gritar para que o espírito de Kojirō se dissipasse. Após o duelo, Musashi se retirou para cavernas em uma montanha para escrever seus livros de iluminação chamado "os livros dos cinco anéis".
A narrativa possui alguns enganos práticos e históricos, tanto que há varias versões do famoso duelo, com algumas dizendo que não foi Miyamoto Musashi que o matou e sim outro Espadachim desconhecido, em anos de 1614 , o que compromete sua credibilidade em alguns pontos, porém Harada Mukashi e alguns outros estudiosos acreditam que realmente fora Musashi e seus alunos a assassinarem Kojirō Sasaki - o clã Sasaki ao que parece era um obstáculo político ao Senhor Hosokawa, e derrotando Kojirō seria um retrocesso político para o seu adversários políticos e religiosos.